# Bloedbad van Houla
Het Bloedbad van Houla was een massamoord op 25 mei 2012 in Houla, een dorp op enkele kilometers ten noorden van Homs in Syrië. Het werd 's anderendaags vastgesteld door waarnemers van de Verenigde Naties, die 108 doden telden, waaronder 49 kinderen.. Er kwam een uitgebreide nationale en internationale reactie die de massamoord fel veroordeelde.
De Syrische regering zegt dat groepen verwant met Al-Qaida verantwoordelijk zijn, de Duitse krant Frankfurter Allgemeine Zeitung schreef twee weken later dat dat klopt. Volgens de oppositie is het bloedbad aangericht door de Syrische strijdkrachten en pro-Assad-milities.

## Reacties
Op 29 mei kondigden Australië, Bulgarije, Canada, Frankrijk, Duitsland, Verenigd Koninkrijk, Italië, Nederland, Zwitserland en de VS aan dat ze Syrische diplomaten het land zouden uitzetten als reactie op het bloedbad.  De Syrische ambassadeur in Nederland en België, Mohammad Ayman Jamil Soussan, werd zowel in Amsterdam als in Brussel persona non grata verklaard.  Nog andere landen, zoals Turkije en Japan; namen later gelijkaardige maatregelen. De Syrische regering omschreef de uitzettingen als "ongeziene hysterie", en gebood op zijn beurt de Nederlandse zaakgelastigde het land te verlaten binnen de 72 uur.